# BORIS
Boris（ボリス）は日本のスリーピースロックバンド。ジャンルに縛られない唯一無二の音楽性が特徴。ストーナーロック、サイケデリック、ノイズロック、アンビエント、ポップなど幅広い作品を創造。世界のヘヴィ・ミュージック・シーンでも注目を集めている。
アメリカ最大の音楽レビューサイト『Rate Your Music』にて高評価を得た。

## 来歴
バンド名はメルヴィンズのアルバム「Bullhead」の収録曲『Boris』に由来する。1992年、Takeshi（Bass）、Wata（Guitar）、Atsuo（Vocal）、Nagata（Drum）というメンバー編成にて活動開始。1996年、Nagataの脱退を受けAtsuoがドラムへ転向し、Takeshi（Vocal/Bass/Guitar）、Wata（Guitar/Vocal）、Atsuo （Vocal/Drums）という現在の編制となった。同年、自主制作による1st Single『ABSOLUTEGO』を発表しデビュー。活動開始当初よりワールドワイドなスタンスを志し、1996年から海外ツアーを始め、2003年以降はほぼ毎年行っている。

## 活動歴

### 1990年代
1992年より活動開始。
1994年までに3本のデモテープを制作。同年、初のCDでのコマーシャル音源となる『Water Porch』を収録したコンピレーション盤『take care of scabbard fish』がリリースされた。（Demo3の収録テイクと同じもの）
1996年初頭のNagata（ドラム）脱退後、自主制作により1st Single『ABSOLUTEGO』をリリース。同作品はシングルながら1曲60分という長尺である。Inoxia Records発足後、初リリース作品となるオムニバス 『From Koenji To Eternity』へ『Vacuum』を提供。当時、灰野敬二のマネージメントを務めたInoxiaのオーナーがこれを機にBorisのマネージメントを担当。以降Inoxiaから数多くの作品をリリースした（マネージメントは2008年まで担当）。また、バンドとして初となる海外ツアー『1st US West Coast Tour With KIRIHITO』が2月27日から3月2日にかけて行われた。対バンにはThrones（英語: Thrones (band)）などが参加。のちにSunn O)))を結成するグレッグとスティーブンがシアトルのMoe'sでの公演を観に来ており、この時に出会っている。（その情報が掲載されているFollow Up 47号ではツアーは94年とメンバーが答えているがこれは誤りである。）
1997年、Tomsk-7とのスプリット7インチをリリース、海外初リリースとなる。
1998年、9月に灰野敬二とのコラボレーション作品『Black Implication Flooding』をInoxia Recordsからリリース。11月に1st Albumとなる『Amplifier Worship』をMangroveからリリース。
自主企画イベント『Fangs Anal Satan』は1995年から1998年までに23回を数え、ギターウルフ、MAD3、 Barebones、Kirihito、Abnormals、GREENMACHiNE、Corrupted、Merzbow、Defiled、BALZAC、The 原爆オナニーズなどスタイルにとらわれないさまざまなアーティストたちと共演した。
1996年からすでにアメリカ西海岸でKARP、THRONESらとツアーを行っており、「このツアーで後ほどリリースしてくれたレーベルの人に会ったのが大きかった（Atsuo）」と2020年のInterFM897でのインタビューで重要な転機となったと述べている。 一方でメルヴィンズ、Fu Manchu、Lightning Bolt、Speedealerなど数多くの海外バンドの来日公演でサポートも務めた。特に1999年4月17日のメルヴィンズとの初共演については「人生の新たなスタートだった（Atsuo）」と述べている（ヘドバン Vol.27参照）。

### 2000年代前半
2000年12月、MIDI Creativeより1曲70分のヘヴィ・アンビエントスタイルのアルバム『flood』をリリース。後述する大文字BORISと小文字borisの名義を使い分けるきっかけとなる作品。アルバムに印刷されているイギリスのハードロックバンドBUDGIE風のバンドロゴは大文字のBORIS表記であるが、その他は小文字boris表記になっており、2004年のファンジンのインタビューで「Helveticaの小文字が綺麗で使いたかっただけ（Takeshi）」「たまたま『flood』出して、後から気が付いたら小文字になっているっていう（Atsuo）」とそれぞれ述べている。
2001年、SUNN O)))のグレッグ・アンダーソンが主宰するSouthern Lordより『Absolutego -Special Low Frequency Version-』をリリース。1st Single『ABSOLUTEGO』のリマスターに加え「Dronevil2」が収録された。
2002年、4月26日Merzbowとの初の合作『megatone』をboris with merzbow 名義（全て小文字）でリリース。同日に代表作の一つである『Heavy Rocks』を初の大文字BORIS名義でリリース、前述の『flood』と対になるキャッチーなヘビーロックスタイルのアルバムとなった。12月15日にバンド初となるワンマンライブが下北沢SHELTERにて行われた。
2003年、3月にSouthern Lordより『Amplifier Worship』をリイシュー。4月に初のイギリス・アイルランドツアーを開催、初日の4月3日にはロンドンUNDERWORLDにてSUNN O)))、THRONES、ラッセル・ハズウェルと共演する。6月9日にはBORIS名義で『あくまのうた』をDiwphalanx Recordsよりリリース。11月1日の『The Tripleone 03』（ゆらゆら帝国、DMBQ、MASONNA、MAD3と共演）を最後に約1年ライブ活動を休止する。12月25日にboris名義で1曲44分の『feedbacker -boris at last-』をリリース。
2004年10月16日にニューヨークで行われたVICE MAGAZINE10周記念イベントで「feedbacker」を演奏し、Death From Above 1979らと共演。

### 2000年代後半
2005年、4月に『あくまのうた』がSouthern Lordからリリース。11月にDiwphalanx Recordsより『PINK』がBORIS名義で日本先行リリース。
2006年になり『PINK』がSouthern Lordからリリースされると全世界で5万枚を超えるセールスを記録、ピッチフォーク・メディアによる「Top 50 Albums of 2006」で9位に選ばれるなど音楽メディアからも高評価を得て、海外での評価を確固たるものにした。12月にはゴーストの栗原ミチオとのコラボレーションとして『Rainbow』をBoris With Michio Kurihara名義でリリース。
2007年、2月にドローン・メタルの重鎮SUNN O)))との共作『Altar』を発表。10月に行われた『Boris With Michio Kurihara Rainbow US Tour』を機にサポートギタリストとして栗原ミチオを迎える。
2008年にリリースされた『Smile』はビルボードのトップ・ヒートシーカーズチャートで20位を記録、またシングル『Statement/Floor Shaker』はビルボードのシングルチャートで23位を記録した。さらにナイン・インチ・ネイルズの全米アリーナツアーをサポートしたほか、ライヴハウスから大規模なフェスまで、21カ国で100本のライヴを開催した。
2009年、9月にオール・トゥモローズ・パーティーズ（略称ATP、キュレイター：ザ・フレーミング・リップス）に出演。10月にはロック・フェス『朝霧JAM』にも出演した。またジム・ジャームッシュ監督の『リミッツ・オブ・コントロール』への楽曲提供、アパレル・ブランド「HELMUT LANG」とのコラボレーション（Atsuoがアートデザイン時に使うfangsanalsatan名義）など多様な活動を行った。

### 2010年代前半
2010年には中島哲也監督、松たか子主演映画『告白』に書き下ろし新曲を含む楽曲6曲をメイン・アーティストとして提供。5月はATP（キュレイター：ペイヴメント）、Vivid Live（キュレイター：Laurie Anderson & ルー・リード）と2本のフェスに招聘され、前後にイギリス、オーストラリアでの単独公演も開催。7月からは5週間に及ぶUSヘッドライン・ツアー、 9月のATP NY（キュレイター：ジム・ジャームッシュ）ではSUNN O)))と『Altar』を完全再現した。
2011年3月16日にはメジャーのエイベックスから、成田忍によるプロデュースでWataのヴォーカルを全編に配しポップにシフトしたアルバム『New Album』を発表。さらに5月25日には『New Album』の原型とも言える『Attention Please』および『Heavy Rocks』の2枚のアルバムをリリースした。相次いで新作を発表する一方で、同年前半はヨーロッパ・ツアー、後半はヘッドライナーとして全米ツアーを展開した。
2012年5月から6月にかけてアメリカと日本において、全く異なるセットリストを同会場で2日間公演するレジデンシーショウが行われた。また11月のRecord Store DayにおいてAsobi Seksuとのスプリット7インチをリリース。11月『leave them all behind 2012』に出演。
2013年、コンピレーション・アルバム2枚に参加し、My Bloody Valentineの「Sometimes」、Dead Endの「冥合」をカバー。また2007年からサポートとして参加していた栗原ミチオが家庭の事情で離脱し、後述の新アルバムも4人体勢で制作されていたものが急遽3人体勢に変更を余儀なくされた。
2014年6月、BORIS名義の『Noise』が、海外はSargent Houseから、日本ではエイベックスのTearbridge Recordsからリリースされた。同月にはDOMMUNE/BOILER ROOMにてMerzbowとのドラムレスライブ配信が行われた。7月から8月にかけてUS・カナダツアーを開催、9月に凱旋国内ツアーも行った。
2015年4月にNirvanaのトリビュートコンピレーション・アルバムに参加し、「Lithium」をカバー。9月には『leave them all behind 2015』に出演。11月にはBoris with Merzbow名義でコラボレーションライブ『現象 -Gensho-』を開催し、同ライブは2016年にアルバム作品としてリリースされた。

### 2010年代後半
2016年は『PINK』のリリースから10周年を記念し1月に新宿Loftで『Pink』収録の曲のみでライブが行われ、これを皮切りに2016年7月に未収録曲を収めた二枚組の『PINK -Deluxe Edition-』をリリース、7〜8月には全米ツアー、9月には東名阪ツアー、12月にはヨーロッパツアーと『PINK』完全再現ワールドツアーを行った。
2017年4月9日、MONO、envy、downyが中心となって開催したアーティスト発信の音楽フェスティバル『After Hours』に出演。7月にBORIS名義で『Dear』をリリース。 8月からはUK・ヨーロッパツアー、10月11月は北米ツアーを行い、12月末に日本ツアーを行った。2017年秋でバンドは結成25周年を迎えた。11月には2016年にジャック・ホワイトが主催するレーベルThird Man RecordsでEarthと行われたライブを収めた『Live At Third Man Records』が同レーベルから初めてリリースされた。
2018年1月には初来日となるスリープをヘッドライナーに迎えた『leave them all behind 2018』に参加。本年は昨秋に結成25周年を迎え、それに伴った大規模なアニバーサリーワールドツアーが行われた。7月のRoskilde Festival 2018に出演した後、8月のUSツアーではメルヴィンズとツーマンライブも開催、『Boris -25th Anniversary Tour Final-』として日本で9月22日にワンマンが行われた。ツアー中の8月にはHello From The Gutterから25周年記念盤として12inchヴァイナル『Phenomenons Drive』をリリースした。12月29日にBoris with Michio Kurihara名義でワンマンライブ『不透明度』を行ない、Boris with Michio KuriharaとしてBorisとは別の単体バンドとして活動していくことも発表された。
2019年5月末にはペダルメーカー主導で『EarthQuaker Devices Tour 2019』を開催、このツアーでWataの出生地でもある広島で初めてのライブも行われた。6月にはTrash-Up!! Recordsから新シングル『tears e.p』をリリース。10月に海外からはThird Man Records、日本国内ではTrash-Up!! Recordsから2枚組アルバム『LφVE & EVφL』がリリース。8月から9月末にかけて北米ツアーが行われ、11月から12月後半までUK・ヨーロッパツアーも行われた。ネットショップ- nyd -（ニイド）内でBorisの初のファンクラブ『heavy rock party』が開設、登録者限定のリリースや商品、コンテンツが用意されており、12月19日に最初のファンクラブ限定リリースとして未発表アルバム『1985』が800枚限定でリリースされた。

### 2020年代
2020年、2月に『“LφVE” & “EVφL” Japan Tour 2020』を開催。Merzbowとのオーストラリア公演を行った直後、新型コロナウイルス流行の影響でその後の活動の変更を余儀なくされた。バンドは3月24日からレコーディングを始め、7月3日にアルバム『NO』をリリース、バンド史上最速でのリリースとなった。またフルアルバムとしては初めてのデジタルフォーマットでのリリースとなり、配信先はBandcampのみでの限定リリースであった。6月25日にプレオーダーが始まりリリースまでの事前予約だけでレコーディング費が回収出来た程の売上で、Bandcampのメタルカテゴリーでのマンスリーベストにも選出、The Best Albums of Summer 2020にも選ばれた。作風はスピードナンバーが多く含まれたノイズコアアルバムとなっており、愚鈍のFundamental Errorのカバーも収録されている。 8月にはBorisの名前の由来となったメルヴィンズの曲『Boris』のカバー12インチがリリースされ、ファンクラブ限定カラー盤100枚は発売開始1分程度で即完した。Bandcampが新型コロナウイルス感染拡大を受けて危機に立たされるアーティストを支援するために始めた毎月第一金曜日に行うアーティスト還元デーBandcamp Fridayにあわせ、8月以降、毎月第一金曜日にBandcamp Archiveと称して、廃盤であった過去作や蔵出しレア音源をデジタルフォーマットでリリース。10月7日『NO』のVinylとCDがそれぞれ700枚限定でリリースされることがアナウンスされ、同日予約開始した。10月20日にRelapseからBoris With Merzbow名義で『2R0I2P0』を予約販売開始、11月13日にはThird Man Recordsから1st Singleの『Absolutego』と1st Album『Amplifier Worship』がバンドの手によって初めてリマスターされヴァイナルとCD（CDのみ国内盤）でリイシューされた。
2021年、1月11日にコロナ以後初の有観客ライブとして『NO』のリリースパーティーを広島で開催。うしろ前さかさ族、曇ヶ原のドラマーMuchioをサポートドラムに迎え、4人体制でライブを行った。以降、Atsuoがボーカルを行う際はこの編成が増えていく。5月にはYouTubeにて『“NO” World Tour in Your Head 2021』と題した360度配信ライブ映像を10日間にわたって公開。Bandcamp Archiveとしてコンスタントにさまざまなリリースを続ける中、6月にイタリアのレーベルFOADからボーナスソノシート付きの『NO』をヨーロッパ盤として、8月27日にThird Man Recordsからも同作をUS盤としてリリース。それと同時にThird Man Recordsから2000年作の『flood』も初めてヴァイナルでリリースされた。（全米25州にある40の独立経営のレコード店で構成されているCIMSの週間売上チャートで『flood』は初登場10位、Vinyl限定チャートだと8位にランクインした。）11月、EarthQuaker Devicesとの共同開発で、WataのシグネチャーファズHizumitasが発売された。それに伴い12インチシングルの『Reincarnation Rose』もリリース。表題曲はHizumitasをふんだんに使用した楽曲になっている。12月には配信シングル『Noël』もリリースされた。
2022年、1月19日に国内ではKiliKiliVila、21日に海外ではSacred Bonesより、『NO』の対となるアルバム『W』がリリース。プロデューサーにはBuffalo DaughterのSugar Yoshinagaを迎えている。2月には2020年に急逝したJohn Hopkinsに捧げるBongzillaとのスプリット7インチをリリースした。5〜6月には日本、オーストラリアとまたがって『Boris 30th Anniversary Show Performing “Heavy Rocks Set” with TOKIE』を開催。2002年の『Heavy Rock』収録曲を完全再現した。Boris30周年シングルシリーズと銘打って、隔月で6作リリースされるリマスター7インチシングルシリーズの第一弾『Heavy Rocks』と『Pink』が6月10日にリリース（第二弾は9月2日、第三弾は11月18日、第四弾はすべての7インチを収納できるボックスと共に12月14日にリリースされた）。8月12日にはアルバム『Heavy Rocks』が国内ではKiliKiliVila、海外ではRelapseよりリリースされた。このリリースを皮切りに『North American tour 2022 "Heavy Rock Breakfast"』が行われた。10月13日、Relapseより『Rocky & The Sweden and Boris - Split』がデジタルで先行リリース（フィジカルは11月25日、日本盤CDはFUÜDOBRAINより11月27日）。12月2日、Bandcamp Fridayにあわせて2022年三枚目のフルアルバム『fade』が小文字boris名義でデジタルリリースされた。
2023年、2月17日『fade』がSacred BonesとBandcampで独占リリースされた。4月29日から6月6日まで『Euro & UK tour 2023 "Heavy Rock Breakfast"』を遂行。6月16日、同じくSacred BonesからUniformとの共作『Bright New Disease』がリリース。そして、ついにThird Man Recordsから『Heavy Rocks (2002)』の再発が発表された。CDとしては初めての再発、LPでは初めてのリリースされることになった。8月18日にデジタル・リリース、9月8日にCDと2枚組LPが発売された。これにあわせてメルヴィンズとの合同北米ツアー『TWINS OF EVIL TOUR』（8月24日〜10月14日）も発表された。10月4日、Relapseより日本国内でしかリリースされていなかったBoris With Merzbow名義の『Klatter』と『04092001』のLPとデジタルでのリイシューが発表された。11月にはBarebones、鉄槌、envyとのライブイベント『New Vintage Axis』にツインドラム体制で出演。11月後半にかけてCoaltar of the DeepersとBoris、それぞれの既発曲を新録・新提示したセルフカヴァースプリットアルバム『hello there』の発売記念東名阪ツアーの開催が行われ、『Euro & UK tour 2023 "Heavy Rock Breakfast"』と同様に明日の叙景も帯同した。リリースやツアー以外の活動では、9月18日より主にYouTubeコンテンツ製作者、ミュージシャン、ウェブコミック作者向けのクラウドファンディングプラットフォームPatreonにて『Wata of Borisheavyrocks』が開始され、Wataを中心にメンバーによる日々の情報や独占音源などが公開されている。
2024年、『hello there』のCD版が1月24日にリリース。続く2月2日に『ア バオ ア ク -boris performing fade-』がBandcampでリリースされた。1月18日にはPatreonに続き、YouTubeの有料サブスクリプションも開始。過去のMV、ライブ動画のリマスターバージョンや、初公開のライブ動画、VHS時代の映像作品などが続々と公開されている。4月5日に94年のライブ盤『and 2 Years Later』、6月18日には当時のボーナストラックをコンパイルした『ANOTHER NOISE』がBandcampでリリース。6月14日には突如、メルヴィンズとのスプリット作品（CD）がリリースされた。これは2023年のTwins Of Evilのツアー中に計画が練られたものであり、それぞれ20分の長尺曲を収録した。またLPも6月30日にリリースされ、わずか7分で全てソールドアウトした。11月25日にはチェコのパワーバイオレンスSkiplifeを迎え、自主企画イベント『fangsanalsatan』を復活させた。海外ツアーは3月にオーストラリアで『"Heavy Rock Breakfast" -extra-』を清春と共に廻り、9月から11月にかけては北米で『Amplifier Worship Service』ツアーを行った。帰国後は清春と『"Heavy Rock Breakfast Japan Tour 2024"』を開催、清春との共作シングル『The Hidden Bloodline』を3枚、会場限定でリリースした。
2025年、昨年から続いてきた『Amplifier Worship Service』ツアーファイナルを東京で開催。この年は夏までに国内の様々なイベントやフェスに参加した。4・5月には再発やライブ盤を含めたカセットを3本リリース。7月に『LIVE NOISE ALIVE -Live at Daikanyama Unit-』をリリースし、Hakaidersのメンバーでもある加藤泉の作品集にBuffalo Daughterと共作した7インチシングルも提供した。10月からは北米23箇所で『Pink』のリリース20周年を記念したツアー『“Do You Remember Pink Days?” Tour』を行う。

## 音楽性
アルバムごとに大きく音楽性が異なるのが特徴の一つ。メンバーのAtsuoはバンドのキーワードは「ヘヴィ」だと語る一方で、表面的なものに限らず「ヘヴィ」の在り方にも色々あると述べている。従来はヘヴィーな作品では大文字BORIS、実験的な作品では小文字borisと名義を使い分け、近年ではその双方を盛り込んだ形態としてBoris名義で活動している。同名のアルバムでも国内盤と海外盤によって意図的に内容が異なっていたり、『Heavy Rocks』というタイトルの作品が二つある（2002年版と2011年版）など、リスナーを混乱させるものがある。
曲によって使われるチューニングはさまざまでダウン・チューニングや変則チューニングの曲が少なくない。ギタリストのWataは曲によってピックの代わりにEBowを用いることで独特の音を出している。Takeshiはライヴにおいてベースとギターが一体となったダブルネック・ギターを使用することで二つのパートを演奏し分けている。スタジオにおいてはオープンリールによるアナログ・レコーディングを中心に行っていたが、『マブタノウラ』『Pink』期以降はデジタル・レコーディングが中心である。『Smile』期まではアナログテープを併用していた。
作曲方法はジャムセッションやインプロビゼーションをひたすら録音する形で行われ、Aメロ、Bメロ、サビ、というようなJ-POP、J-ROCKの構造に則った曲の作り方や、曲を書くという作り方をしない。
アースからの影響を公言している。Atsuoはメルヴィンズ、Wataは60年代のサイケやハードロック、ピンク・フロイド、Takeshiはパンク・ハードコア・メタル・スラッシュ、ニューロマンティックやニューウェーブから影響を受けている（2020年のInterFMでのインタビュー参照）。

## メンバー

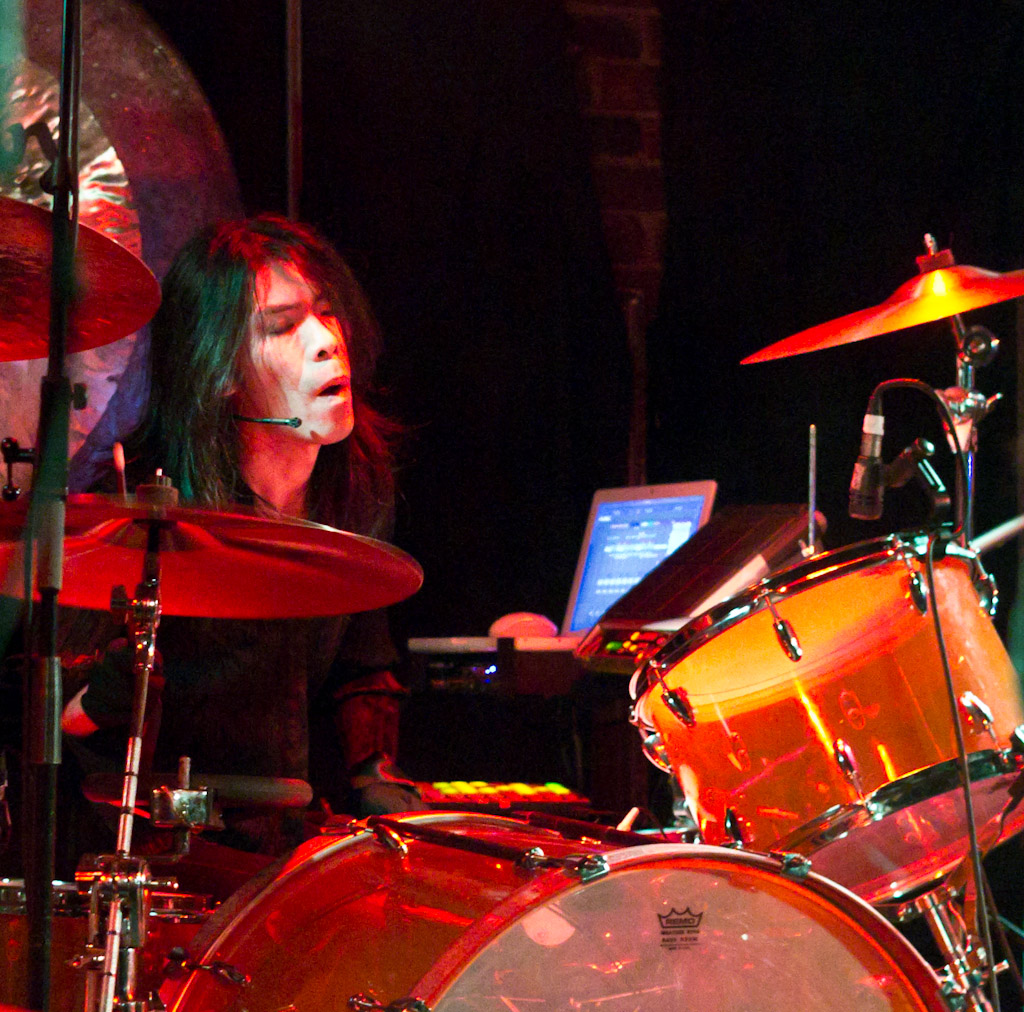
Atsuo（2011年）

- Atsuo（リードボーカル、ドラムス、バッキング・ボーカル）
- Wata（ギター、リードボーカル、キーボード）
- Takeshi（ベース、リズムギター、リードボーカル、バッキング・ボーカル）
- Michio Kurihara （ギター　2007年よりサポートメンバー）
- Nagata（ドラムス　1992年から1996年まで在籍）
- Muchio（ドラムス　2020年よりサポートメンバー）

## ディスコグラフィー

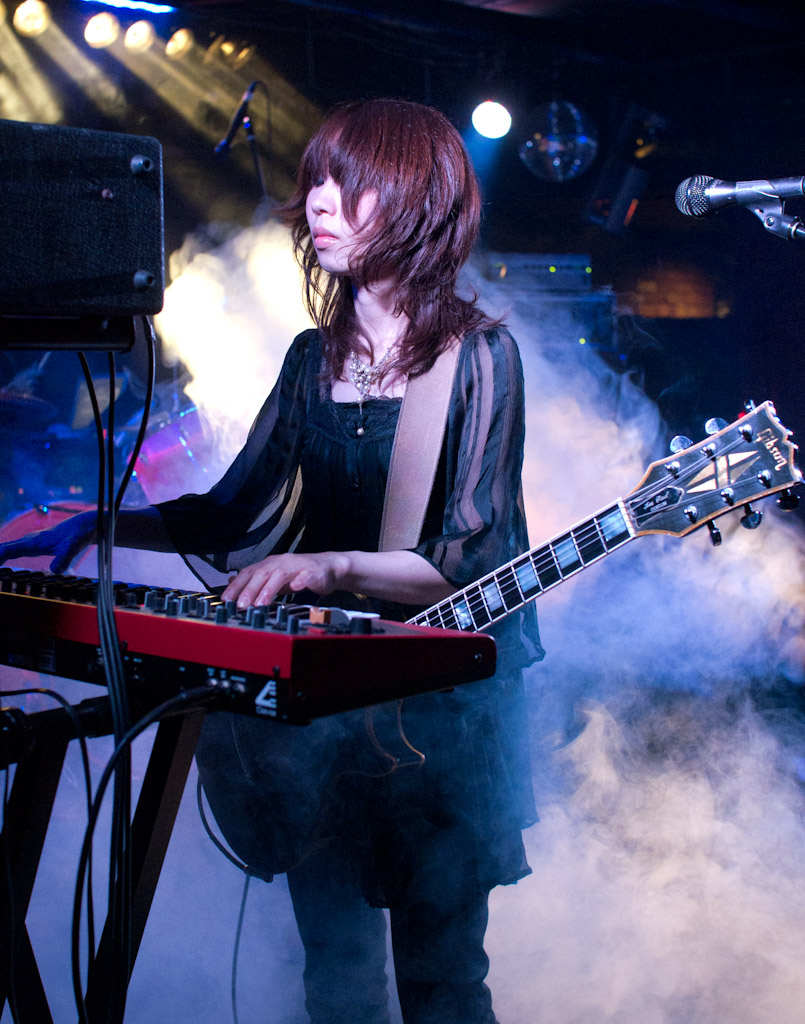
Wata（2011年）

### Album
- Amplifier Worship（1998年）※BORIS名義
- Heavy Rocks（2002年4月26日）※BORIS名義
- あくまのうた（2003年6月6日）※BORIS名義
- boris at last -feedbacker-（2003年12月25日）※boris名義
- 目をそらした瞬間 -The thing which solomon overlooked -（2004年8月）※boris名義
- dronevil （2005年4月）二枚同時再生のコンセプト作 ※boris名義
- マブタノウラ（2005年6月29日）※boris名義
- PINK（2005年11月18日）※BORIS名義
- 目をそらした瞬間 2 -The thing which solomon overlooked 2-（2006年）※boris名義
- 目をそらした瞬間 3 -The thing which solomon overlooked 3-（2006年）※boris名義
- Vein（2006年）2013年に2枚組CDでリリース ※boris名義
- Smile（2008年3月7日）※BORIS名義
- Variations（2010年6月2日）Heavy Rock Side編集盤ベスト・アルバム ※Boris名義
- New Album（2011年3月16日）※Boris名義
- Attention Please（2011年5月24日）※Boris名義
- Heavy Rocks（2011年5月24日）2002年の同名アルバムとは内容が異なる ※Boris名義
- präparat（2013年3月6日）※boris名義
- 目をそらした瞬間 -the thing which solomon overlooked- chronicle（2013年3月）4枚組CD-BOX ※boris名義
- NOISE（2014年6月18日）※BORIS名義
- urban dance (New Noise Literacy 003)（2015年5月）ライブ会場限定CD ※boris名義
- warpath (New Noise Literacy 004)（2015年5月）ライブ会場限定CD ※boris名義
- asia (New Noise Literacy 005)（2015年5月）ライブ会場限定CD ※boris名義
- PINK -Deluxe Edition-(2016年7月6日) 2005年のアルバム「PINK」に未発表曲を追加したデラックス・エディション ※BORIS名義
- DEAR (2017年7月12日)  ※Boris名義
- Secrets (2021年12月）25周年記念ツアーで配布された未発表音源のMix集 ※Boris名義
- LφVE & EVφL (2019年)  ※Boris名義
- 1985 (2019年)  ※Boris名義
- NO (2020年7月3日） ※Boris名義
- Absolutego Studio Session 2018 (2021年2月） ※Boris名義
- New Album 2009 (2021年3月） ※Boris名義
- Japanese Heavy Rock Hits (Re-Master) (2021年3月） ※Boris名義
- Documentary of "Akuma no Uta" (2021年6月）Demo、ラフMix集 ※Boris名義
- Secrets (2021年12月）未発表音源のMix集のデジタル音源 ※Boris名義
- W (2022年1月21日） ※Boris名義
- Heavy Rocks (2022年8月12日） ※Boris名義
- fade (2022年12月3日、LPは2023年2月17日） ※boris名義

### Live Album
- Archive I（2014年）2005年にリリースした3枚のライヴ・アルバム『Archive volume One-Three』のリマスター3枚組（1996-98年ライブ音源ほか）
- Smile -Live at Wolf Creek-（2008年11月21日）※BORIS名義
- Boris performing "flood"（2013年）ライブ会場限定CD、2021年11月5日にハイレゾにてデジタル配信。
- Archive II（2014年）3枚組（2003年ラジオ音源、2006年ライヴ音源、初期デモ音源）
- Crossing Waltz（2016年5月）ライブ会場限定CD
- Live At Third Man Records (2017年)
- Eternity (2018年3月）2017年代官山UNITでのライブ音源をハイレゾにて配信
- bootleg -feedbacker- remaster (2021年2月）2005年リリースのDVD作品の初デジタル音源化。リマスター盤。 ※boris名義
- "Hope" Japan Tour 2011 (2021年3月）2011年12月16日名古屋公演
- Live! Amplifier Worship (2021年5月）1997〜98年の未発表ライブ音源
- No World Tour "In Your Head" 2021 (2021年9月）2021年5月に公開された配信ライブのライブ音源
- Tokyo Wonder Land (2021年10月）2009年9月21日東京公演のライブ音源
- Japanese Heavy Rock Hits Live -25th Anniversary Show- (2021年12月）2018年の25周年ツアー・アメリカ公演でのライブ音源
- ア バオ ア ク -boris performing fade- (2024年2月）2023年の高円寺Highでのfade完全再現ライブの音源
- and 2 Years Later（2024年4月）1994年6月19日の高円寺屋根裏2でのライブ音源
- Fangsanalsatan Vol.24（2025年4月）2024年11月25日の新代田Feverでのライブ音源
- LIVE NOISE ALIVE -Live at Daikanyama Unit-（2025年7月）2024年9月23日の代官山Unitでのライブ音源

### Single, EP, Demo
- Demo Vol. 1（1993年）
- Demo Vol. 3（1994年）
- Absolutego（1996年）※BORIS名義（本作はSingle扱い）
- flood（2000年）※boris名義（本作はSingle扱い）
- 1970/ワレルライド（2002年2月12日）7"EP
- a bao a qu（2005年4月）7"EP ※boris名義
- Statement/Floor Shaker（2008年）7"EP ※BORIS名義
- Japanese Heavy Rock Hits Vol. 1（2009年9月）7"EP
- Japanese Heavy Rock Hits Vol. 2（2009年10月）7"EP
- Japanese Heavy Rock Hits Vol. 3（2009年11月）7"EP
- Japanese Heavy Rock Hits Vol. 4（2009年11月）7"EP ※Vo.1〜3の予約特典
- Cosmos（2012年12月）デジタル配信限定EP（Joe VolkのSplitと同内容）
- Mr.Shortkill (2016年3月）
- Phenomenons Drive（2018年8月8日）12"EP
- tears e.p（2019年6月26日）CD
- Boris（2020年）12"EP  Melvinsのカバー曲（1st Press　赤盤100枚・紫盤800枚　2nd Press　緑盤500枚）
- Kanau Re-master + Live (2021年5月）99年作スプリットのリマスター+ライブ音源
- COSMOS Re-Master + Live (2021年6月）12年作のスプリットと単独リリースされたEPと同音源をリマスター（ライブ版を1曲プラス）
- Mr.Shortkill Re-Master (2021年6月）16年作のリマスター
- Golden Dance Classics + (2021年10月）09年作のリマスター+ボーナス音源
- Reincarnation Rose (2021年11月）CDと12inch
- DEAR Extra (2021年12月）2017年作DEARの日本盤ボーナス・ディスクのデジタル音源
- Noël (2021年12月）デジタル配信限定シングル
- Heavy Rocks (2022年6月10日）リマスター7"シリーズ
- Pink (2022年6月10日）リマスター7"シリーズ
- Smile (2022年9月2日）リマスター7"シリーズ
- New Album (2022年9月2日）リマスター7"シリーズ
- X（2022年8月13日）Adult Swim主宰のコンピレーション『Japan Is Loud』に提供。2022年現在、リリースはYoutube上のみ
- Kurui Mizu (2022年9月9日）イリノイ州Wake Brewing社とのコラボレーションビール現地先着購入者200人に配布された再録7" Flexi
- NOISE (2022年11月18日）リマスター7"シリーズ
- DEAR (2022年11月18日）リマスター7"シリーズ
- Christmas 7" Single (2022年12月14日）リマスター7"シリーズ
- “Akuma no Uta” 20th Anniversary single “Ibitsu” Re-Recording 2023 (2023年8月）デジタル配信限定シングル

### Split
- BAREBONES / BORIS（1997年）
- BORIS/TOMSK-7（1997年）
- More Echoes, Touching Air Landscape（1999年）「Boris/Choukoku No Niwa」
- THE DUDLEY CORPORATION/BORIS（2003年4月）
- Long Hair & Tights（2007年6月）「DOOMRIDERS vs BORIS」
- Golden Dance Classics（2009年8月19日）「9dw/Boris」
- Chapter Ahead Being Fake（2009年8月19日）「TORCHE/Boris」
- Split（2012年12月10日）「Boris x Joe Volk」
- unknown flowers（2018年10月13日）「Boris/THE NOVEMBERS」
- Up In Smoke / 形骸化イマジネーション -Ghostly Imagination-（2021年9月12日）「Rocky & The Sweden/Boris」テープ　ライブ会場で無料配布された後、一般販売もされた
- Bongzilla / Boris（2022年2月15日）
- Rocky & The Sweden and Boris - Split (2022年10月13日・11月25日・国内盤CDは27日）デジタル、サブスクのみ先行リリース
- Coalter of the Deepers × Boris - hello there (CDは2024年1月24日）CDのみ23年末のツアーで先行リリース
- TWINS OF EVIL（CDは2024年6月14日、LPは2024年6月30日）「Melvins/Boris」
- Boris / Skiplife – Split 5″（2024年11月25日）オレンジ100枚、パープル400枚限定

### Collaboration
- Black:Implication Flooding（1998年）「灰野敬二 with BORIS」名義
- Megatone（2002年4月）「boris with merzbow」名義
- 04092001（2005年5月）「Boris with merzbow」名義
- Sun Baked Snow Cave（2005年10月11日）「Boris with merzbow」名義
- ALTAR（2006年11月）「Sunn O))) with Boris」名義
- Rainbow（2006年12月23日）「Boris with Michio Kurihara」名義
- Walrus/Groon（2007年4月）「Boris with Merzbow」名義
- Rock Dream（2007年11月2日）「Boris with Merzbow」名義
- Cloud Chamber（2008年12月23日）「Boris with Michio Kurihara」名義
- BXI Boris and Ian Astbury（2008年12月23日）「BXI」名義
- Klatter（2011年2月23日）「Boris with Merzbow」名義
- 現象 -Gensho-（2016年3月16日）「Boris with Merzbow」名義
- 不透明度（2018年12月29日）「Boris with Michio Kurihara」名義
- リフレイン -if you / En attendant Godot-（2020年3月31日）「Z.O.A × Boris」名義
- "Akuma No Uta" At Elsewhere NYC 10th Sep. 2019（2020年）「Boris featuring Uniform」名義　Holy Mountainでの期間限定購入特典
- 2R0I2P0（2020年）「Boris with Merzbow」名義
- Bright New Disease（2023年）「Boris & Uniform」名義
- The Hidden Bloodline 1（2024年）「Kiyoharu × Boris」名義
- The Hidden Bloodline 2（2024年）「Kiyoharu × Boris」名義
- The Hidden Bloodline 3（2024年）「Kiyoharu × Boris」名義
- From the Sea（2025年）「bd×b -buffalo daughter × boris」名義

### DVD
- 見殺し塔からずっと（2003年12月25日）※BORIS名義
- boris at last -feedbacker-（2005年1月21日）※boris名義
- Heavy Metal Me（2005年11月18日）※boris名義
- Live in Japan（2010年6月）

## タイアップ
- Limits of Control Soundtrack（2009年5月12日） - 映画「リミッツ・オブ・コントロール」挿入歌
- 告白 オリジナル・サウンドトラック（2010年5月26日） - 映画「告白」挿入歌
- 君の行方 - ゲームソフト「極限脱出ADV 善人シボウデス」イメージソング[44]
- 有視界Revue - ジュエリーマキCMソング
- キルミスター - Webアニメ「ニンジャスレイヤー フロムアニメイシヨン」第1話、第26話エンディングテーマ
- Aurashi no Ken - Webアニメ「ニンジャスレイヤー フロムアニメイシヨン」第11話エンディングテーマ
- Memento Mori - Webアニメ「ニンジャスレイヤー フロムアニメイシヨン」挿入歌
- Hey Everyone - テレビアニメ「ニンジャスレイヤー フロムアニメイシヨン」第13話エンディングテーマ